# Lecudina pellucida
Lecudina pellucida is een soort in de taxonomische indeling van de Myzozoa, een stam van microscopische parasitaire dieren. Het organisme komt uit het geslacht Lecudina en behoort tot de familie Lecudinidae. Lecudina pellucida werd in 1964 ontdekt door Vivier, Ormieres & Tuzet.